# Frederiksborg Birk
Frederiksborg Birk var en rets- og politikreds uden for de almindelige retskredse, som dengang var herrederne.
Frederiksborg Birk blev oprettet i 1562 af kong Frederik 2., der i 1560 havde mageskiftet sig til Hillerødsholm, der blev videreudbygget til Frederiksborg Slot. Birket omfattede kongens krongods i 23 omliggende sogne. Ved oprettelsen af Frederiksborg Birk blev Esrum Klosters birk nedlagt.
Frederiksborg Birk lå ved Frederiksborg Slot, men var i perioden 1573-1584 placeret i Slangerup, inden det flyttede tilbage til Hillerød / Frederiksborg og blev nedlagt i 1919. Flere borgmestre i Hillerød var samtidig eller efterfølgende birkedommere. En borgmester og byfoged var kongeligt udnævnt indtil 1919 og først derefter folkevalgt.

## Birkedommere i Frederiksborg Birk
- Hans Rudolph von Scholten 1869-
- Frederik Annius Marius Øllgaard
- Oscar Neumann 1908-1919